# Dynamo (sport)
Pour les articles homonymes, voir Dynamo (homonymie).
Le Dynamo ou Dinamo (en russe : Динамо) est une association sportive omnisports fondée en 1923 en Union soviétique.

## Histoire
L'organisme est officiellement fondée le 18 avril 1923 sur une initiative de Felix Dzerjinski. L'objectif est de permettre aux membres des divers services de sécurité et milices de pratiquer le sport. Placé sous le patronage du Guépéou, l'un des prédécesseurs du KGB, NKVD et MVD, de nombreux athlètes provenaient de la Police politique. Dans les premières années suivant la Seconde Guerre mondiale, le modèle s'est exporté dans le pays du bloc de l'Est, permettant la création d'associations sportives similaires (ex : SV Dynamo en Allemagne de l'Est ou Dinamo Zagreb en Yougoslavie).
Au fil des années le Dynamo a remporté de nombreux succès dans divers sports à l'échelle internationale.
En 1937, la société de sport est décorée de l'Ordre de Lénine.
À la chute du bloc de l'Est, l’intégralité des sections sportives sont transformées en clubs privés, fonctionnant souvent sous leur nom d'origine. La société est actuellement une société russe de sport de fitness basée à Moscou. La société dispose également de plusieurs filiales à l'étranger en Arménie, Biélorussie, Bulgarie, Géorgie, Kazakhstan, Kirghizistan, Lettonie, Moldavie, Roumanie, Tadjikistan, Turkménistan et Ukraine.

## Clubs appartenant au Dynamo de 1946-1991
- RSS d'Arménie
  - Dinamo Erevan
- RSS de Biélorussie
  - Dinamo Minsk
- RSS d'Estonie
  - Dynamo Tallinn
- RSS de Géorgie
  - Dinamo Tbilissi
- RSS kazakhe
  - Dinamo Alma-Ata
- RSS de Lettonie
  - Dinamo Riga
- RSFS de Russie
  - Dinamo Moscou
  - Dynamo Kazan
  - Dynamo Leningrad
  - Dynamo Novossibirsk
  - Dinamo Krasnodar
  - Dinamo Saint-Pétersbourg
- RSS d'Ukraine
  - Dynamo Kiev